# Alain (モデル)
alain（あらん、1981年8月16日 - ）は日本の男性ファッションモデル、書家である。バークインスタイル所属。

## 経歴

### モデル
これまでにmontage、スタジオオリベ、マックハウス、リチウムオム、ヒム、NEIBERHOOD、SHAMA、アダム・エ・ロペなどの広告に起用されている。また、ギャルソンシノワ、リチウムオム、under、ANREALAGE、CARBURETOR & Co、Iroquois、CAV.000、NO-ID、TRICKorTREATなどのショーに出演している。
2009年に安室奈美恵が主演したヴィダルサスーンのCMに出演。同年、トヨタ自動車トヨタ・iQのCMでは、モデルLiLiaとカップルを演じた。2011年2月に、歌手AZUのシングル「Broken Heart」のミュージック・ビデオに出演し、蒼井そらを相手にラブシーンを演じた。

### デザイナー
2011年に5351 POUR LES HOMMESとコラボレーションしたカットソーを発表した。

### 書家
「阿嵐」名義で書家として活動している。2009年3月と2010年4月に、個展を開催した。2010年4月に作品集『墨魂 -soul of ink-』を発表。

## 慈善活動
2009年にLevi’s Forever Blue Productに参加し、チャリティージーンズのデザインを行った。

## 出演

### CM
- ヴィダルサスーン（2009年）[5]
- トヨタ自動車「トヨタ・iQ Special Seat篇」（2009年）[6]

### 映画
- BEAT（1988年）

### ミュージック・ビデオ
- AZU「Broken Heart」（2011年）

## 作品

### 書籍
- 墨魂 -soul of ink-（木耳社、2010年4月17日）ISBN 9784839319977